# 15212 Yaroslavl'
15212 Yaroslavl' è un asteroide della fascia principale. Scoperto nel 1979, presenta un'orbita caratterizzata da un semiasse maggiore pari a 2,7883177 au e da un'eccentricità di 0,1366633, inclinata di 10,31524° rispetto all'eclittica.
L'asteroide è dedicato alla città russa di Jaroslavl'.